# جيف ترافيس
جيف ترافيس (بالإنجليزية: Geoff Travis)‏ هو شخصية أعمال بريطاني، ولد في 2 فبراير 1952 في استوك نيوینكتون ‏ في المملكة المتحدة.

## وصلات خارجية
- جيف ترافيس على موقع ميوزك برينز (الإنجليزية)
- جيف ترافيس على موقع ديسكوغز (الإنجليزية)